# رويسة المندرة
رويسة المندرة قرية تتبع ناحية قرى مركز صافيتا في منطقة صافيتا التابعة لمحافظة طرطوس.